# ماوو الأرتوانية
ماوو الأرتوانية. (1268 - 28 أكتوبر 1329، باريس)، المعروف أيضا باسم ماتيلدا، كانت الطفلة البكر (والبنت الوحيدة) لروبرت الثاني، كونت أرتوا، و أميسي دي كورتيناي [الإنجليزية].